# حصن باسعد (دوعن)

تعديل مصدري - تعديل

حصن باسعد هي إحدى قرى عزلة صيف بمديرية دوعن التابعة لمحافظة حضرموت، بلغ تعداد سكانها 192 نسمة حسب تعداد اليمن لعام 2004.